# John Salmons
John Rashall Salmons (Filadelfia, 12 dicembre 1979) è un ex cestista statunitense, professionista nella NBA.

## College
Salmons ha frequentato la University of Miami, in Florida.

## Carriera NBA
È stato scelto nel draft NBA 2002, con la chiamata numero 26 dai San Antonio Spurs. È stato subito scambiato con Mark Bryant e i diritti su Randy Holcomb per Speedy Claxton ai Philadelphia 76ers per i quali ha giocato un anno e mezzo, registrando 4,1 punti a partita.
Il 24 luglio 2006, dopo quattro stagioni ai Sixers, ha firmato un contratto di sei anni con i Sacramento Kings.
Il 18 febbraio 2009, però, Salmons è stato scambiato con i Chicago Bulls assieme all'ex Bull e attuale compagno di squadra Brad Miller, in cambio di quattro giocatori, tra cui Drew Gooden.
Esattamente un anno più tardi, passa ai Milwaukee Bucks in cambio di Hakim Warrick e Joe Alexander; grazie anche al suo apporto la squadra approde ai play-off, venendo però eliminata al primo turno dagli Atlanta Hawks.
Il 23 giugno 2011, giorno del Draft, è coinvolto in uno scambio a tre squadre che lo riporta a Sacramento, dove gioca nelle due stagioni successive.
Il 9 dicembre 2013 è stato ceduto ai Toronto Raptors insieme a Greivis Vásquez, Patrick Patterson e Chuck Hayes nella trade che ha portato Rudy Gay, Quincy Acy e Aaron Gray ai Kings. Il 1º luglio viene scambiato, assieme ad una seconda scelta al draft del 2015, con gli Atlanta Hawks in cambio di Lou Williams e i diritti su Lucas Nogueira. Successivamente viene "tagliato".

## Statistiche

### College
| Anno      | Squadra          | PG  | PT  | MP   | TC%  | 3P%  | TL%  | RP  | AP  | PRP | SP  | PP   |
| --------- | ---------------- | --- | --- | ---- | ---- | ---- | ---- | --- | --- | --- | --- | ---- |
| 1998-1999 | Miami Hurricanes | 29  | 12  | 24,3 | 48,0 | 24,4 | 72,5 | 4,9 | 2,0 | 1,0 | 0,8 | 5,6  |
| 1999-2000 | Miami Hurricanes | 34  | 34  | 32,5 | 45,4 | 34,1 | 79,3 | 5,4 | 1,9 | 1,5 | 0,6 | 9,4  |
| 2000-2001 | Miami Hurricanes | 29  | 29  | 32,0 | 48,4 | 35,2 | 79,3 | 6,0 | 4,0 | 2,0 | 0,6 | 13,3 |
| 2001-2002 | Miami Hurricanes | 32  | 32  | 33,7 | 46,1 | 31,0 | 84,2 | 6,0 | 6,1 | 1,8 | 0,6 | 13,1 |
| Carriera  | Carriera         | 124 | 107 | 30,8 | 46,6 | 32,1 | 80,5 | 5,5 | 3,5 | 1,5 | 0,7 | 10,4 |

### NBA

#### Regular Season
| Anno      | Squadra            | PG  | PT  | MP   | TC%  | 3P%  | TL%  | RP  | AP  | PRP | SP  | PP   |
| --------- | ------------------ | --- | --- | ---- | ---- | ---- | ---- | --- | --- | --- | --- | ---- |
| 2002-2003 | Philadelphia 76ers | 64  | 1   | 7,9  | 41,4 | 32,3 | 74,3 | 0,9 | 0,7 | 0,3 | 0,1 | 2,1  |
| 2003-2004 | Philadelphia 76ers | 77  | 24  | 20,8 | 38,7 | 34,0 | 77,2 | 2,5 | 1,7 | 0,8 | 0,2 | 5,8  |
| 2004-2005 | Philadelphia 76ers | 58  | 8   | 17,1 | 40,5 | 34,1 | 72,9 | 2,1 | 2,0 | 0,7 | 0,2 | 4,1  |
| 2005-2006 | Philadelphia 76ers | 82  | 24  | 25,1 | 42,0 | 29,9 | 77,5 | 2,7 | 2,7 | 0,9 | 0,2 | 7,5  |
| 2006-2007 | Sacramento Kings   | 79  | 19  | 27,0 | 45,6 | 35,7 | 77,9 | 3,3 | 3,2 | 0,9 | 0,3 | 8,5  |
| 2007-2008 | Sacramento Kings   | 81  | 41  | 31,1 | 47,7 | 32,5 | 82,3 | 4,3 | 2,6 | 1,1 | 0,4 | 12,5 |
| 2008-2009 | Sacramento Kings   | 53  | 53  | 37,4 | 47,2 | 41,8 | 82,3 | 4,2 | 3,7 | 1,1 | 0,2 | 18,3 |
| 2008-2009 | Chicago Bulls      | 26  | 21  | 37,7 | 47,3 | 41,5 | 84,3 | 4,3 | 2,0 | 1,0 | 0,6 | 18,3 |
| 2009-2010 | Chicago Bulls      | 51  | 28  | 33,2 | 42,0 | 38,0 | 78,9 | 3,4 | 2,5 | 1,3 | 0,4 | 12,7 |
| 2009-2010 | Milwaukee Bucks    | 30  | 28  | 37,6 | 46,7 | 38,5 | 86,7 | 3,2 | 3,3 | 1,1 | 0,1 | 19,9 |
| 2010-2011 | Milwaukee Bucks    | 73  | 70  | 35,0 | 41,5 | 37,9 | 81,3 | 3,6 | 3,5 | 1,0 | 0,4 | 14,0 |
| 2011-2012 | Sacramento Kings   | 46  | 32  | 27,2 | 40,9 | 29,5 | 64,4 | 2,9 | 2,0 | 0,8 | 0,2 | 7,5  |
| 2012-2013 | Sacramento Kings   | 76  | 72  | 30,0 | 39,9 | 37,1 | 77,3 | 2,7 | 3,0 | 0,7 | 0,3 | 8,8  |
| 2013-2014 | Sacramento Kings   | 18  | 8   | 24,7 | 35,0 | 38,1 | 100  | 2,6 | 2,4 | 0,7 | 0,4 | 5,8  |
| 2013-2014 | Toronto Raptors    | 60  | 0   | 21,4 | 36,8 | 38,8 | 73,3 | 2,0 | 1,7 | 0,6 | 0,2 | 5,0  |
| 2014-2015 | N.O. Pelicans      | 21  | 0   | 12,9 | 33,3 | 30,8 | 50,0 | 1,0 | 0,6 | 0,4 | 0,2 | 2,0  |
| Carriera  | Carriera           | 895 | 429 | 26,4 | 43,1 | 36,6 | 79,9 | 2,9 | 2,4 | 0,8 | 0,3 | 9,3  |

#### Playoffs
| Anno     | Squadra            | PG | PT | MP   | TC%  | 3P%  | TL%  | RP  | AP  | PRP | SP  | PP   |
| -------- | ------------------ | -- | -- | ---- | ---- | ---- | ---- | --- | --- | --- | --- | ---- |
| 2003     | Philadelphia 76ers | 6  | 0  | 2,7  | 0,0  | 0,0  | 0,0  | 0,5 | 0,0 | 0,0 | 0,0 | 0,0  |
| 2005     | Philadelphia 76ers | 2  | 0  | 2,0  | -    | -    | -    | 0,0 | 0,5 | 0,0 | 0,0 | 0,0  |
| 2009     | Chicago Bulls      | 7  | 7  | 44,7 | 40,2 | 31,6 | 85,3 | 4,4 | 2,3 | 1,3 | 1,0 | 18,1 |
| 2010     | Milwaukee Bucks    | 7  | 7  | 40,7 | 40,4 | 17,4 | 96,4 | 3,7 | 4,0 | 1,4 | 0,6 | 17,0 |
| 2014     | Toronto Raptors    | 6  | 0  | 12,8 | 29,4 | 16,7 | 100  | 1,0 | 0,8 | 0,3 | 0,0 | 2,2  |
| Carriera | Carriera           | 28 | 14 | 24,8 | 39,3 | 24,3 | 87,7 | 2,4 | 1,8 | 0,8 | 0,4 | 9,3  |